# José García (wielrenner Venezuela)
José Wladimir García Toledo (21 september 1991) is een Venezolaans wielrenner.

## Carrière
In de Ronde van Táchira van 2016 won García de negende etappe door Yeison Delgado en Rónald González naar de dichtste ereplaatsen te verwijzen. Door zijn overwinning nam hij ook de bergtrui over van José Mendoza. Deze trui kwam in de laatste etappe niet in gevaar, waardoor García eindwinnaar werd.

## Overwinningen
2016
9e etappe Ronde van Táchira
Bergklassement Ronde van Táchira